# Julognathus
Julognathus — вимерлий рід тероцефалів родини Scylacosauridae. Відомий один вид Julognathus crudelis із середньої пермі Росії.